# Eicca Toppinen
Eino Matti „Eicca“ Toppinen (* 5. srpna 1975 Vantaa) je finský violoncellista, metalový hudebník, skladatel a producent, známý především pro své působení v metalové skupině Apocalyptica. 

## Život a hudební činnost
Narodil se ve městě Vantaa. Jeho přezdívka Eicca vznikla už v dětství, protože jeho rodné jméno Eino je snadno zaměnitelné se jménem jeho sestry Äinö. Na violoncello začal hrát v devíti letech, vystudoval Sibeliovu akademii v Helsinkách, kde se také seznámil se svými budoucími spoluhráči z Apocalypticy. 
Hrál v různých symfonických orchestrech, je zakládajícím členem violoncellového sextetu Sibeliovy akademie. S metalovou hudbou se začal seznamovat v roce 1993. 
V roce 1996 vzniklo první CD Apocalypticy Plays Metallica by Four Cellos. Na tomto CD hrají čtyři klasičtí violoncellisté, Eicca Toppinen, Paavo Lötjönen, Antero Manninen a Max Lilja, upravené verze skladeb od Metallicy. Album mělo velký úspěch a skupina funguje dodnes. 
Toppinen i ostatní členové skupiny dále působí jako klasičtí violoncellisté a věnují se i jiným projektům, Toppinen například složil hudbu k filmu Musta jää (Černý led, 2007).

### Manželství a rodina
V roce 1997 si Eino Toppinen oženil s finskou herečkou Kirsi Ylijokiovou, mají spolu dvě děti a žijí na venkově poblíž města Sipoo.